# Loudetiopsis ambiens
Loudetiopsis ambiens là một loài thực vật có hoa trong họ Hòa thảo. Loài này được (K.Schum.) Conert mô tả khoa học đầu tiên năm 1957.